# HMS Aeneas (P427)
HMS Aeneas (P427) je bila podmornica razreda amphion Kraljeve vojne mornarice.
Splovljena je bila 9. oktobra 1945 v ladjedelnici Cammell Laird.
1974 so jo razrezali.